# Црква Светог пророка Илије у Злом Долу
Црква Светог пророка Илије у Злом Долу, насељеном месту на територији општине Босилеград, православни је храм који припада Епархији врањској Српске православне цркве.
Изградња цркве посвећене Светом пророку Илији настала крајем 19. века. Због дотрајалости, више пута је реновирана. Обнова цркве извршена је у периоду од 2005. до 2015. године.